# Kalopanagiotis
Kalopanagiotis (griechisch Καλοπαναγιώτης) ist eine Gemeinde im Bezirk Nikosia in der Republik Zypern. Bei der Volkszählung im Jahr 2021 hatte sie 201 Einwohner.
Zu den bemerkenswertesten byzantinischen Monumenten in der Region zählen die Kirche Agios Ioannis Lampadistis und die Kykkos-Wassermühle. Die Kirche Agios Ioannis Lampadistis ist eine der bemalten Kirchen im Gebiet von Troodos, die 1985 aufgrund ihrer herausragenden Fresken und Zeugnisse der byzantinischen Herrschaft auf Zypern zum UNESCO-Weltkulturerbe erklärt wurden.

## Lage und Umgebung

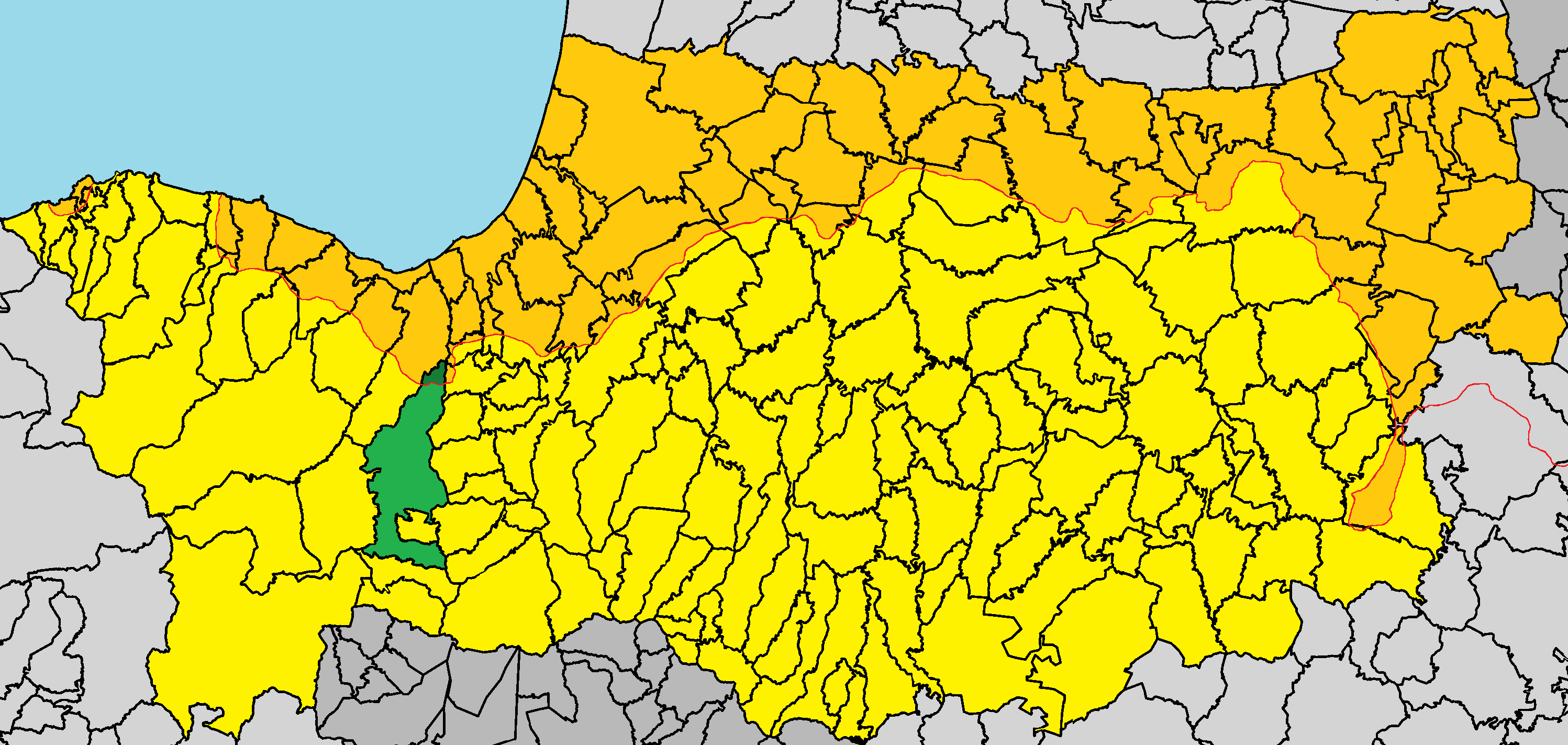
Lage im Bezirk Nikosia

Kalopanagiotis liegt im Marathasa-Tal des Troodos-Gebirges auf der Mittelmeerinsel Zypern auf einer Höhe von etwa 710 Metern, etwa 71 Kilometer südwestlich von Nikosia, 61 Kilometer nördlich von Limassol, 108 Kilometer nordwestlich von Larnaka und 85 Kilometer nordöstlich von Paphos. Das 34,7144 Quadratkilometer große Dorf grenzt im Norden an Lefka, im Osten an Katydata, Agios Epifanios Soleas, Korakou, Temvria, Kaliana und Oikos, im Süden an Moutoullas und im Westen an Gerakies. Das Dorf kann über die Straße E908 erreicht werden.
Der Fluss Setrachos, der das Tal geschaffen hat, fließt östlich des Dorfes und zerschneidet die Landschaft. Die durchschnittliche jährliche Niederschlagsmenge beträgt etwa 650 Millimeter. In der Umgebung werden vor allem Weinreben (mit Wein- und Tafelsorten), Laubbäume (hauptsächlich Apfel-, Birnen-, Kirsch-, Aprikosen- und Mandelbäume), einige Zitrusfrüchte (hauptsächlich Orangen und Zitronen), Oliven und einige Gemüsesorten (hauptsächlich Kartoffeln und Tomaten) angebaut. Der größte Teil des Gemeindegebiets ist jedoch unbebaut. Aus geologischer Sicht wird das Verwaltungsgebiet des Ortes von harten, widerstandsfähigen magmatischen Gesteinen dominiert, insbesondere von Laven, Gabbros, Diabasen und Granophyren. Auf diesen Gesteinen entwickelten sich Kieselböden und Braunerden.

## Geschichte
Kalopanagiotis wird von Louis de Mas Latrie als königlicher Besitz während der fränkischen Zeit erwähnt, während es in der venezianischen Zeit als Panagioti geführt wird. Nearchos Clerides nahm an, dass Kalopanagiotis die Nachfolge zweier anderer Dörfer in der Gegend antrat, nämlich Troullino und Marathos, sowie einiger weiterer, die Mitte des 17. Jahrhunderts von den Osmanen zerstört und dabei mehrere ihrer Bewohner massakriert wurden.

### Bevölkerungsentwicklung
Die folgende Tabelle zeigt die Bevölkerung des Dorfes, wie sie in den in Zypern durchgeführten Volkszählungen erfasst wurde.
| Jahr      | 1881 | 1891 | 1901 | 1911 | 1921 | 1931 | 1946 | 1960 | 1976 | 1982 | 1992 | 2001 | 2011 | 2021 |
| Einwohner | 488  | 524  | 631  | 811  | 767  | 900  | 1099 | 920  | 1031 | 579  | 328  | 287  | 263  | 201  |

## Tourismus
Dank des vergleichsweise kühlen Sommerklimas hat sich Kalopanagiotis zu einem beliebten Rückzugsort entwickelt. Besonders in den heißen Monaten mieten viele Urlauber – vor allem aus Nikosia – Häuser oder übernachten in den kleinen, familiär geführten Hotels des Dorfes.